# Giz-Galasi-Stausee
Der Giz-Galasi-Stausee (aserbaidschanisch Qız Qalası su anbarı, russisch Гыз-Галасы Gys-Galassy) ist ein Stausee an der Grenze zwischen Aserbaidschan und dem Iran am Fluss Aras. Die Talsperre wurde sowohl zur Stromerzeugung als auch zur Bewässerung der Ebenen in der Region gebaut und ist das dritte Gemeinschaftsprojekt zwischen Aserbaidschan und dem Iran am Fluss Aras. 2020 war geplant, 12.000 Hektar Land durch den Giz-Galasi-Stausee mit Wasser zu versorgen. Der Damm ist 834 Meter lang.  Er liegt 12 km flussabwärts der Brücken von Choda Afarin.
Das Wasserkraftwerk und der gleichnamige Stausee liegen an der Grenze zwischen dem Iran und der umstrittenen Region Bergkarabach. Von 1993 bis zum 18. Oktober 2020 stand die nördliche Seite unter der Kontrolle der international nicht anerkannten Republik Arzach. 2024 trafen sich dort die Präsidenten des Iran und Aserbaidschans, um den Choda-Afarin-Staudamm einzuweihen. Der Hubschrauber des iranischen Präsidenten verunglückte auf dem Rückweg von der Einweihung. (Siehe Hubschrauberabsturz bei Varzaqan 2024)